# مصبات الأنهار (فلم)
مصبات الأنهار (بالإسبانية: Esteros) هو فيلم إنتاج دولي مشترك بين الأرجنتين والبرازيل وفرنسا، وقد تم اطلاقه عام 2016. وهو من إخراج المخرج الأرجنتيني بابو كوروتو، الذي يعرض بالفيلم حالة الصراع للشخصية الجنسية قبل أن يقبلها بعد سنوات من قمع الذات.

## القصة
يحكي الفيلم قصة طفلين ذكور ماتياس (جواكين بارادا) وجيرونيمو (بلاس فيناردي نيز) يقضيان عطلة الصيف معاً في المزرعة التي تملكها عائلة جيرونيمو، وينجذبان من بعضهما لدرجة الحب، إلى أن يبتعدا عن بعضهما بحكم الظروف. بعد 10 سنوات، عاد ماتياس الكبير (إجناسيو روجرز)، وهو عالم أحياء متعكر المزاج، إلى المنطقة لزيارة صديقته روتشي (ريناتا كالمون). يجتمع مرة أخرى مع صديقه القديم (إستيبان ماستوريني)، الذي يتناقض أسلوب حياته البوهيمي المثلي بشكل واضح مع أسلوب ماتياس. وسرعان ما يتضح أن الرجلين لا يزالان منجذبين لبعضهما البعض، وعندما قررا قضاء بضعة أيام في المنزل حيث أمضيا ليلة رومنسية، وذلك رغم ترددهما في الدخول بقصة حب جديدة إلا أنهما يقعان بالحب من جديد متجاوزين كل الصعوبات المتعلقة بالمثلية الجنسية.